# Torneo de Bucarest 2023
El Țiriac Foundation Trophy 2023 fue un torneo de tenis profesional jugado en canchas de tierra batida. Se trató de la 8.ª edición del torneo que formó parte de los Torneos WTA 125s en 2023. Se llevó a cabo en Bucarest, Rumania, entre el 12 de septiembre al 18 de septiembre de 2023 sobre pista de tierra batida.

## Cabezas de serie

### Individuales
| Tenista                | Ranking | Preclasificada |
| Ana Bogdan             | 60      | 1              |
| Viktoriya Tomova       | 82      | 2              |
| Jaqueline Cristian     | 99      | 3              |
| Sara Errani            | 115     | 4              |
| Anna Bondár            | 128     | 5              |
| Jéssica Bouzas Maneiro | 134     | 6              |
| Noma Noha Akugue       | 142     | 7              |
| Darja Semeņistaja      | 149     | 8              |

- Ranking del 28 de agosto de 2023.

### Dobles
| Tenista                              | Ranking | Preclasificada |
| Anna Bondár Kimberley Zimmermann     | 105     | 1              |
| Irina Khromacheva Valeriya Strakhova | 203     | 2              |

## Campeonas

### Individuales femeninos
Astra Sharma venció a  Sara Errani por 0–6, 7–5, 6–2

### Dobles femenino
Angelica Moratelli /  Camilla Rosatello vencieron a  Valentini Grammatikopoulou /  Anna Sisková por 7–5, 6–4